# دی استیگ
دی استیگ (به هلندی: De Steeg) یک منطقهٔ مسکونی در هلند است که در ریدن (هلند) واقع شده‌است. دی استیگ circ نفر جمعیت دارد.